# Санчуговка
Санчуговка — река в Таймырском районе Красноярского края, правый приток Енисея. Длина — 23 км. Река образуется слиянием нескольких мелких ручьёв среди многочисленных мелких озёр лесотундры, течёт по равнинной местности на запад, часто меняя направление. Помимо указанного в ГВР безымянного правого притока длиной 10 км, впадающего в 5 км от устья, на картах обозначен ещё левый приток, впадающий примерно на том же расстоянии, Малая Санчуговка (вытекающая из озера Санчуговское. Впадает Санчуговка в протоку Енисея Пашковская (отделяющую остров Пашков от основного русла) у северной окраины посёлка Усть-Порт, на расстоянии 316 км от устья.
По данным государственного водного реестра России относится к Енисейскому бассейновому округу. Код водного объекта — 17010800412116100109603.